# Satau
Satau är en ort (village) i distriktet Chobe i norra Botswana. 